# 13714 Stainbrook
A 13714 Stainbrook (ideiglenes jelöléssel 1998 QV38) a Naprendszer kisbolygóövében található aszteroida. A LINEAR projekt keretében fedezték fel 1998. augusztus 17-én.